# Wil Francis

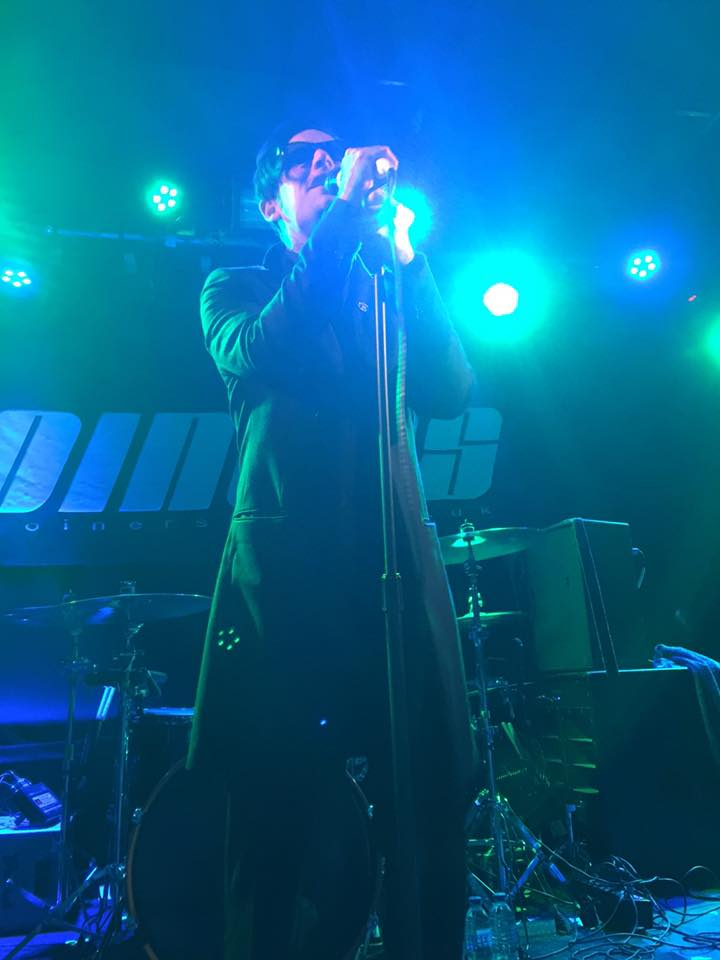
Wil Francis, 2016

William „Wil“ Francis (* 8. Januar 1982 in Seattle) ist der Leadsänger der Band Aiden sowie seines elektronischen Projekts mit dem Titel William Control. Francis arbeitet auch als Produzent für die Musikgruppe A Midnight Tragedy. Francis ist der Sohn jüdischer Eltern.
Im Jahre 2003 wurde Aiden mit Francis als Bassist gegründet. Nachdem der ursprüngliche Sänger die Band verlassen hatte, übernahm Francis den Part des Sängers. Im Jahr 2005 wurde Aiden bei Victory Records unter Vertrag genommen. Francis veröffentlichte zwei EPs und sechs Alben (inkl. Alben von William Control) sowie einen Gedichtband mit der Fotografin Lisa Johnson und dem Titel Flowers and Filth.
Im Jahr 2018 warfen mindestens 20 Frauen und Männer Francis mentalen Missbrauch vor. So soll er sie gezwungen haben, sich seine Initialen tätowieren zu lassen. Zudem soll Francis die Frauen genötigt haben, Verträge zu unterzeichnen, in denen diese sich als seine Sexsklaven verpflichten. Ein Mädchen soll zu diesem Zeitpunkt minderjährig gewesen sein. Francis bestreitet sämtliche Vorwürfe.

## Veröffentlichungen

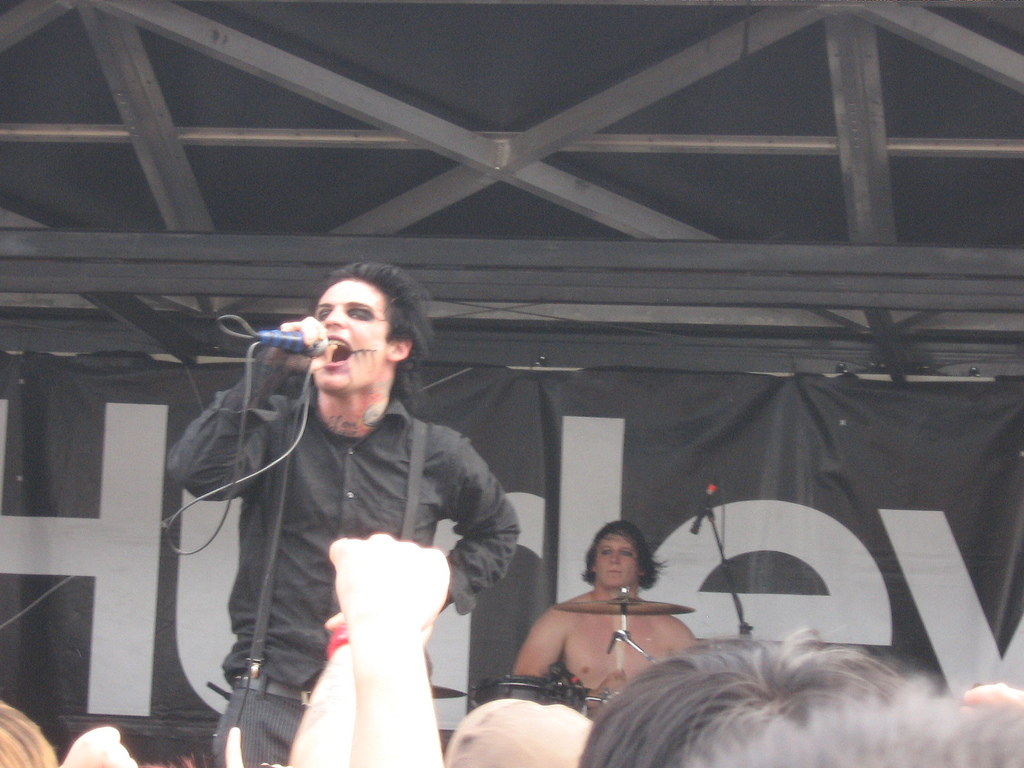
Francis bei einem Konzert 2006

### Aiden
- A Split of Nightmares - Split-EP mit Stalins War(2004)
- Our Gangs Dark Oath (2004)
- Nightmare Anatomy (2005)
- Rain in Hell (2006)
- Conviction (2007)
- Knives (2009)
- From Hell with Love: Luciforever (2010)

### William Control
- Hate Culture (2008)
- Noir (2010)
- Novus Ordo Seclorum (2011)
- Silentium Amoris (2012)
- The Pale - EP (2016)

Francis schrieb einen Song zum Soundtrack Underworld – Aufstand der Lykaner, der Deathclub heißt. Das Musikvideo kann auf der DVD unter den Bonus-Features abgespielt werden.

### Zusammenarbeit mit anderen Künstlern
- Francis erschien im Lied To Feel the Rain von On the Last Day, auf der EP Wars Like Whispers.
- Francis war Gaststar der Liveversion von Bleeds No More von Silverstein, die auf der Compilation 18 Candles: The Early Years enthalten war.
- Francis nahm auch an der The Used Bühnenveranstaltung während Taste of Chaos 2007 teil und beteiligte sich am Gesang des Liedes Box Full of Sharp Objects.
- Francis produzierte auch das zweite Album der New Jerseyer Rockgruppe A Midnight Tragedy, das 2012 erschien. Francis hatte den Sänger Dallas Destruction Sanchez auf dem 2008er Bamboozle-Festival kennengelernt, als sie dieselbe Bühne teilten.
- Francis ist im Song Bleeding Rain aus dem Debütalbum Kiss the Sun Goodbye von Vampires Everywhere! zu hören.
- Francis produzierte im September 2012 das neue Album der österreichischen Punk-Rock-Band Stupe-iT.

## Bücher
Im Juli 2009 schrieben Francis und Lisa Johnson Flowers and Filth: a poetry/picture book.